# Yves Cotrel
Yves Cotrel, né le 27 avril 1925 à Dinan et mort le 29 janvier 2019 à Paris 16e, est un médecin français, chirurgien spécialisé en orthopédie. Il est l’inventeur, en 1983, de l’instrumentation Cotrel-Dubousset qu’il développa avec le professeur Jean Dubousset. En 1999, avec le soutien de sa famille, il crée la Fondation Cotrel pour la recherche en pathologie rachidienne – Institut de France.

## Biographie
Né à Dinan le 27 avril 1925 où il passe sa prime enfance aux côtés de ses frères Charles et Paul où il fréquente le collège-lycée des Cordeliers, Yves Cotrel gagne Paris avant la fin de la Seconde Guerre mondiale, sur un concours de circonstances. Il y entreprend des études de médecine.

## Carrière
Alors qu’il se destinait à l’obstétrique, un stage à l’Institut Calot de Berck l’oriente vers l’orthopédie. Élève de Jean Cauchoix, il saisit l’opportunité d’une bourse pour se familiariser avec les techniques américaines et les partager en France à son retour.
Il est chef du service orthopédie de l’Institut Calot de 1948 à 1975, date à laquelle un triple arrêt cardiaque le contraint à cesser toute activité professionnelle. En 1977, Yves Cotrel, classé pour raison de santé "invalide définitif" doit cesser toute activité professionnelle. De 1978 à 1983 il se consacre alors à la recherche sur le traitement des déviations scoliotiques et met au point une instrumentation chirurgicale implantable qui permet la correction tridimensionnelle des déformations du rachis, la stabilisation immédiate des colonnes vertébrales pathologiques et la mise sur pied post-opératoire précoce sans contention externe par plâtre ou corset d’immobilisation. Développée avec le Pr Jean Dubousset de l’Hôpital St Vincent de Paul à Paris, cette nouvelle instrumentation portera le nom de 3427 C-D et sera rapidement adoptée dans le monde entier. Depuis 1983, elle a été implantée dans le dos de plus de deux millions de patients, en France, d'abord, puis aux États -Unis et enfin dans le monde entier. Yves Cotrel crée alors le Groupe international Cotrel-Dubousset, qui instruit et forme les chirurgiens du monde entier à cette nouvelle technique.
Il meurt le 29 janvier 2019 dans le 16e arrondissement de Paris,.

## La Fondation Yves Cotrel
En 1999, avec l'accord de son épouse Marie-Lou et de leurs huit enfants, le docteur Yves Cotrel crée, sous l'égide de l'Institut de France, une fondation de recherche sur les maladies de la colonne vertébrale. Son idée était de continuer sa mission « au service de ses patients », en travaillant non plus sur les traitements mais sur les causes de la maladie. La fondation soutient aujourd'hui 74 équipes de chercheurs dans le monde entier qui se consacrent aux causes et mécanismes d'évolution des scolioses idiopathiques,,,, (de causes inconnues), premier thème de recherche retenu.

## Films scientifiques
- Traitement de la scoliose idiopathique, lauréat du festival du film médico-chirurgical des Entretiens de Bichat, Paris, 1962
- 2e prix du festival international du film scientifique, Buenos-Aires, Argentine, 1964
- Scoliose : Nouvelles techniques de correction fusion, Armor Film, Laboratoire Sandoz, 1971.

## Émissions télévisées
- Technique de l’arthrodèse vertébrale pour scoliose par greffon hétérogène encastré, Mexique, (1967)
- Je voudrais savoir, Paris, (1970, 1971, 1972, 1973, 1974)
- La flèche du temps : la scoliose, magazine scientifique, Montréal, Canada, (1974)

## Distinctions
- Membre d’honneur des sociétés de chirurgie orthopédique américaine (SRS)[14], australienne, belge, brésilienne, britannique, canadienne, cubaine, espagnole, mexicaine, vénézuélienne, yougoslave
- Commandeur de l’ordre de la Couronne de chêne, Grand-Duché de Luxembourg (1991)
- Membre d’honneur de la Faculté de médecine de l’université de Montréal, Canada (1995)
- Membre d’honneur de l’Hôpital Notre-Dame de Montréal, Canada (1995)
- Président d’honneur du conseil d’administration et président du conseil scientifique de la « Fondation Yves Cotrel - Institut de France » pour la recherche en pathologie rachidienne [15]
- Médaille d’or de l’Institut de France (1999)
- Médaille d’or de la Société d'encouragement au progrès (2001)[16]
- Commandeur de la Légion d'honneur (2007)[17]